# ACT.OZ
ACT.OZ（アクトオズ）は、かつて活動していた日本の音響制作会社、及び声優プロダクション。株式会社アンシェイカブルによる事務所名である。
2020年5月1日をもって、声優プロダクションのAstralBlaze（現：AUspicious）に合流した。

## 合流前の所属声優

### 正所属声優
- 永井真衣
- み～こ
- 木村拓

### 準所属声優
- 神楽雅
- 武市真幸
- 渡邊優佳

## かつて所属していた声優

### 女性
- 岩崎可苗
- 小倉結衣（業務提携）
- 小澤みのり
- 土谷麻貴
- 長谷川知子
- 丸山ナオミ
- 村田知沙

### 男性
- 宝田直人